# Jimmy Boyle
Jimmy "Browntown" Boyle (né: 19 janvier 1904 à Cincinnati, Ohio, mort: 24 décembre 1958 à Cincinnati, Ohio) était  receveur des Giants de New York en 1926, se distingue  d'avoir l'une des carrières les plus courtes connues de la Ligue majeure de baseball. Bien que Boyle ne soit que l'un des quelque 900 joueurs de baseball qui n'ont disputé qu'un seul match dans les ligues majeures, il se distingue par le fait qu'il n'a joué qu'une seule manche, la neuvième manche d'un match contre Pittsburgh en juin de la même année (que les Giants ont perdu 8 -0). Après trois retraits, Boyle n'a jamais pu battre et n'a plus jamais joué; il se distingue encore plus en n'ayant jamais joué dans les mineures, en passant directement aux Giants depuis l'université et en se retirant complètement du baseball à la fin de sa saison d'une manche. Il a ensuite créé son célèbre steakhouse new-yorkais appelé The Browntown Beefery.

## Carrière de joueur
Boyle a été appelé à New York à l'été 1926, arrivant en train Pullman.  Il a signé un contrat de 250 $ pour jouer avec les Giants, moins un dépôt de 30 $ pour ses uniformes, l’un  pour les matchs à domicile et l’autre pour les matchs à l'extérieur. Sa brève carrière a commencé au début de la neuvième manche lorsque John McGraw l'a envoyé pour remplacer Paul Florence derrière le marbre au Polo Grounds. Ce serait l'étendue de sa carrière dans les Majors .

## Famille
La famille de Boyle a émigré d'Irlande dans les années 1800 et s'est installée à Cincinnati .Son père James a travaillé comme chauffeur de camion de brasserie et comme pompier .
Jimmy était un joueur de balle de deuxième génération (rare à une époque où il n'y avait eu que deux générations de joueurs de balle); ses deux oncles Jack et Eddie Boyle étaient respectivement receveurs des Phillies et des Pirates. De plus, son frère Buzz Boyle a joué pour les Brooklyn Dodgers . Boyle a joué au football et au baseball à l'Université Xavier de Cincinnati ; il était président de classe et appréciait «les compagnes féminines et les cigarettes Chesterfield» selon son annuaire .
Il est le grand-père du journaliste sportif Steve Rushin. Sa petite-fille se souvient avoir vu son contrat signé avec les Giants à côté d'une photo de lui en uniforme dans leur maison .
Jimmy est mort de leucémie la veille de Noël, 1958 .